# Fonts baptismaux de Kerlaz
Les fonts baptismaux de l'église Saint-Germain à Kerlaz, une commune du département du Finistère dans la région Bretagne en France, sont créés en 1567. Les fonts baptismaux en pierre sont depuis 1914 classés monuments historiques au titre d'objet.
La cuve circulaire est en granite, le couvercle est moderne. 